# Herbert Knebels Affentheater

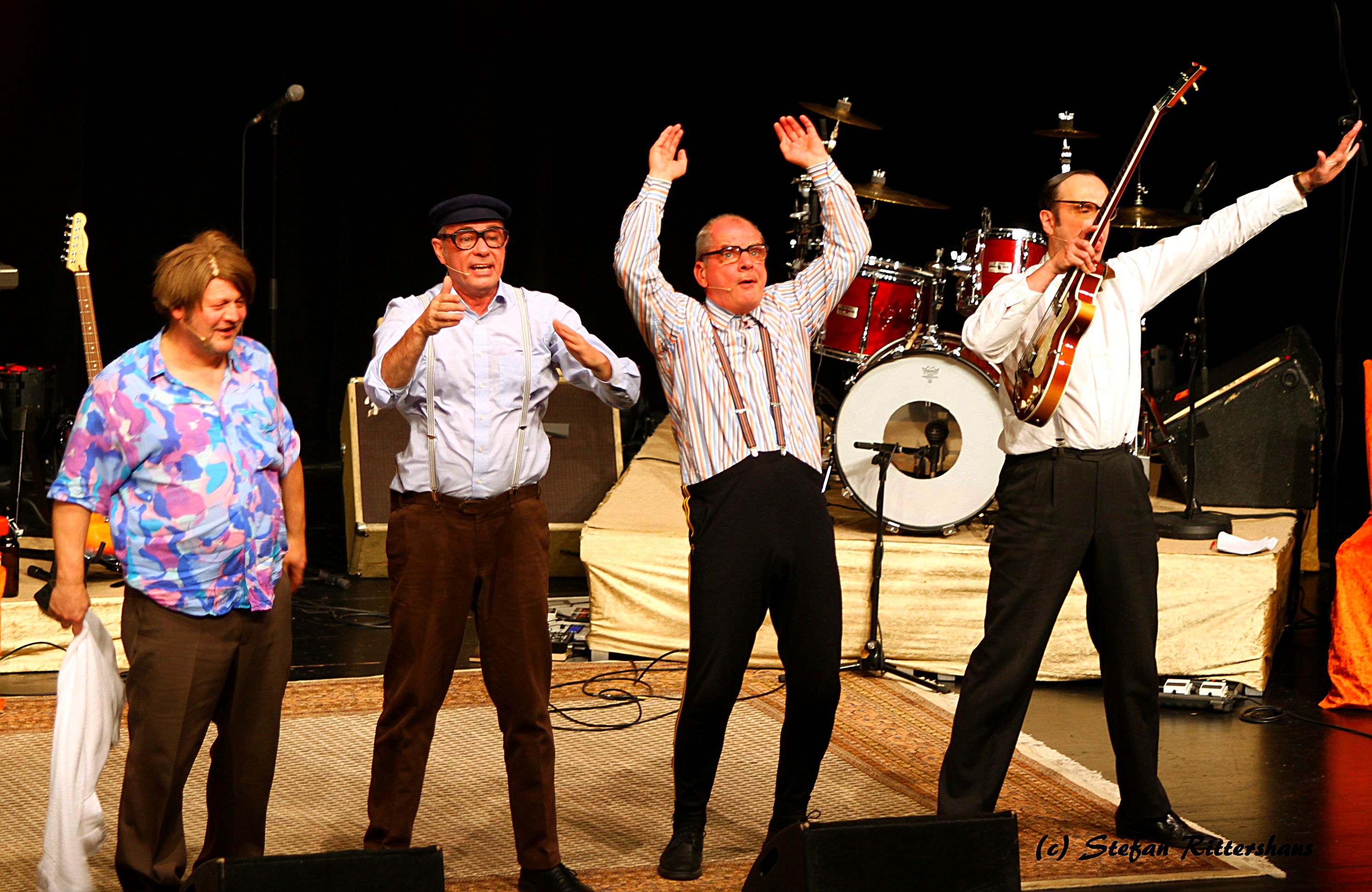
Herbert Knebels Affentheater am 14. November 2015 im Forum Niederberg in Velbert

Herbert Knebels Affentheater ist eine von Uwe Lyko alias Herbert Knebel und anderen gegründete Kabarett-Gruppe, die bereits über 1000 Bühnenauftritte in Deutschland hatte.
Zunächst wechselte die Besetzung (u. a. dabei war Susanne „die Popette“ Betancor, mit der Knebel später auch in der „RuhrRevue“ auftrat); erst nach und nach bildete sich die vierköpfige Formation aus Uwe Lyko (Herbert Knebel, Gesang/Gitarre), Martin Breuer (Ernst Pichl, Bass), Detlef Hinze (der Trainer, Schlagzeug) und Sigi Domke (Gitarre) heraus.
Herbert Knebels Affentheater wurde 1988 gegründet und präsentierte bereits im selben Jahr das erste Bühnenstück. 1990 folgte das zweite Programm „Wir präsentieren Euch einen“. Im Jahr darauf verließ Gründungsmitglied Sigi Domke die Gruppe, ihn ersetzte Georg Göbel-Jakobi alias Ozzy Ostermann, und es folgte die Premiere von „Lecko Pfanni“. Im Jahr 2024 verabschiedete sich Detlef Hinze (der Trainer) aus der Gruppe.
Drei Jahre später folgte das fünfte Programm „Getz aber in Echt“. 1995 ging die Gruppe einen Plattenvertrag mit Sony Music ein. Die bereits veröffentlichte CD „Getz aber in Echt“ erschien unter dem neuen Label erneut. Das sechste Programm „Da sind wa schon wieder“ kam 1996 heraus, ebenso die zweite CD unter demselben Titel. 1998 hatte das siebte Programm „Knebel on the Rocks“ mit dritter CD (identischer Titel) Premiere. 2001 feierte Herbert Knebels Affentheater die Premiere des achten Bühnenprogramms „Unter Strom“.
Die Premieren des zehnten Programms „Nix wie weg“ und des elften „Love is in sie Er“ folgten im Dezember 2005 und im Herbst 2008. Ab 2014 tourten sie mit dem Programm „Männer ohne Nerven“. 2022 begann das Bühnenprogramm „Fahr zur Hölle, Baby“, und aktuell (2025) läuft das Programm „Voll Karacho“.